# Psichotoe rubridorsata
Psichotoe rubridorsata är en fjärilsart som beskrevs av Emilio Berio 1941. Psichotoe rubridorsata ingår i släktet Psichotoe och familjen björnspinnare. Inga underarter finns listade.